# Alexander J. Wulf
Alexander J. Wulf ist ein deutscher Jurist und Hochschullehrer.

## Leben
Er erwarb von 2003 bis 2006 den B.A. Business Administration an der SRH Hochschule Berlin, von 2006 bis 2007 an der Bucerius Law School/WHU – Otto Beisheim School of Management den Master of Law and Business, von 2007 bis 2008 an der London School of Economics den Master of Science in Social Research Methods, 2013 an der Bucerius Law School das Doktorat der Rechtswissenschaften (Dr. iur.) und 2018 an der Universität Siegen das Doktorat der Wirtschaftswissenschaften (Dr. rer. pol.). Er lehrt als Professor für Wirtschaftsrecht an der SRH Hochschule Berlin und forscht im Bereich der ökonomischen Analyse des Rechts und der empirischen Rechtsforschung.

## Schriften (Auswahl)
- Brauchen Innovationen Schutzrechte? Eine Untersuchung am Beispiel der Modeindustrie. Berlin 2006, ISBN 3-8325-1370-1.
- Institutional competition between optional codes in European contract law. A theoretical and empirical analysis. Wiesbaden 2014, ISBN 3-658-05800-5.
- Bedeutung des Wirtschaftsrechts für die volkswirtschaftliche Entwicklung. Perspektiven der ökonomischen Analyse. Wiesbaden 2018, ISBN 3-658-22033-3.